# Coryphosima abyssinica
Coryphosima abyssinica is een rechtvleugelig insect uit de familie veldsprinkhanen (Acrididae). De wetenschappelijke naam van deze soort is voor het eerst geldig gepubliceerd in 1934 door Uvarov.